# Томас, Бетти
Бетти Томас (англ. Betty Thomas Nienhauser; род. 27 июля 1948) — американская актриса и режиссёр. Она стала первой женщиной, выигравшей премию «Эмми» за режиссуру.

## Жизнь и карьера
Бетти Томас или Бетти Томас Нейнхаузер родилась в Сент-Луисе, штат Миссури. Окончила Университет Огайо в городе Атенс, штат Огайо с дипломом бакалавра изобразительных искусств. До того, как связать карьеру с шоу-бизнесом, работала художником и преподавала в средней школе в Чикаго.
Бетти вошла в комедийную группу «Второй город», работавшую в Чикаго, снималась в фильмах «Ночное зрение» (1975), «Chesty Anderson, USN» (1976), «Подержанные автомобили» (1980) и «Loose Shoes» (1980), а также в телевизионном шоу «Фабрика веселья» (1976). Позднее, в 1988 году выступала в качестве приглашенного исполнителя в британской комедийной программе «Whose Line Is It Anyway?». В 1989 году снялась в юмористическом фильме «Рота Беверли-Хиллз».
Пока Бетти пыталась сделать карьеру в комедийных фильмах, совершенно неожиданно пришла слава, после того, как она сыграла драматическую роль полицейского офицера Люсиль Бэйтс в телесериале «Блюз Хилл стрит» (1981—1987). Эта роль принесла шесть номинаций «Эмми», в одной она победила — за «лучшую женскую роль второго плана» в 1985 году. Напарника героини Томас — офицера Джо Коффи сыграл американский актёр Эд Маринаро.
После того, как работа в сериалах закончилась, Томас начала снимать. Сначала она работала на телевидении, выступая в качестве режиссёра для сериалов «Doogie Howser, M.D.», «Dream On», «Hooperman», «Mancuso, F.B.I.», «Midnight Caller», «On the Air», «Parenthood», «Shannon’s Deal» и «Sons and Daughters». Кроме того, она сняла несколько полнометражных фильмов, таких как «Couples» (1994), «My Breast» (1994) и «The Late Shift» (1996). За режиссуру дважды удостаивалась премии «Эмми» — в 1990 году за «Dream On» и в 1994 году за «My Breast».
Режиссёрским дебютом для Томас стала картина «Только ты», выпущенная в 1992 году. В дальнейшем был режиссёрский успех в фильмах «Фильм о семейке Брейди» (1995), «Части тела» (1997), «Доктор Дулиттл» (1998), «28 дней» (2000) и «Обмануть всех» (2002). Также Бетти Томас выступала продюсером картин «Не могу дождаться» (1998), «Ангелы Чарли» (2000) и «Пережить Рождество» (2004).
В 2009 году Томас стала режиссёром фильма «Элвин и бурундуки 2».